# فرودگاه تارتو
فرودگاه تارتو  (به انگلیسی: Tartu Airport) (به استونیایی: Tartu lennujaam) یک فرودگاه همگانی با کد یاتا TAY است که یک باند فرود آسفالت و بتن دارد و طول باند آن ۱۷۹۹ متر است. این فرودگاه در شهر تارتو و در کشور استونی قرار دارد و در ارتفاع ۶۷ متری از سطح دریا واقع شده‌است.

## شرکت‌های هواپیمایی و مقصدهای پروازی
| شرکت‌های هواپیمایی                       | مقصدهای پروازی |
| --------------------------------------- | -------------- |
| فن‌ایر اجرا توسط نوردیک رجیونال ایرلاینز | هلسینکی        |